# Ty Greene
Ty Greene (Knoxville, Tennessee, 6 de junio de 1992) es un exjugador de baloncesto estadounidense que jugó una única temporada como profesional. Con 1,91 metros de estatura, lo hacía indistintamente en las posiciones de base o escolta.

## Trayectoria deportiva

### Universidad
Jugó cuatro temporadas con los Spartans de la Universidad de Carolina del Sur Upstate, en las que promedió 14,7 puntos, 3,0 rebotes, 2,6 asistencias y 1,6 robos por partido. En su primera temporada fue elegido novato del año e incluido en el mejoj quinteto freshman de la Atlantic Sun Conference, mientras que en la última fue elegido Jugador del Año de la conferencia e incluido en el mejor quinteto absoluto.
Le fue concedido también en 2015 el Premio Lou Henson, que se otorga al mejor baloncestista de la División I de la NCAA de entre las conferencias consideradas mid-major, es decir, todas aquellas que no están incluidas en el grupo de las seis conferencias más potentes.

### Profesional
Tras no ser elegido en el Draft de la NBA de 2015, si lo fue en el Draft de la NBA D-League, seleccionado por los Delaware 87ers en la tercera ronda del mismo. Jugó una temporada, en la que promedió 10,6 puntos y 2,2 rebotes por partido.
Al término de la temporada, decidió dejar el baloncesto profesional para unirse a la misión de la Asociación de Atletas Cristianos en Memphis.